# Fred Savage
Fred Savage, all'anagrafe Fredrick Aaron Savage (Chicago, 9 luglio 1976), è un attore, regista e produttore televisivo statunitense.

## Biografia
Fred Savage nasce a Chicago, nell'Illinois, da una famiglia ebraica di origini polacche, ucraine, tedesche e lettoni, figlio di Lewis e Joanne Savage. Suo fratello minore, Ben, è anch'egli attore, mentre sua sorella, Kala, è una musicista. Ha iniziato a recitare negli anni ottanta, ancora bambino.
Tra i suoi primi lavori vi sono film come Il ragazzo che sapeva volare (1986) e La storia fantastica (1987), ma è soprattutto con Vice Versa - Due vite scambiate (1988) che l'attore ha raggiunto fama e notorietà a livello internazionale. In questo film - simile, per le vicende narrate, a due altri lavori cinematografici dello stesso periodo, l'italiano Da grande (1987) e lo statunitense Tale padre tale figlio (1987) - Savage ha interpretato il ruolo di un bambino che accidentalmente viene scambiato con il padre, ritrovandosi così nel corpo di un adulto.
Ricordato anche per essere stato il protagonista della serie Blue Jeans, che raccontava la vita di un adolescente durante la fine degli anni sessanta e gli inizi degli anni settata in una cittadina degli Stati Uniti, la carriera dell'attore ha continuato a svilupparsi negli anni successivi, con film quali Piccoli mostri e Il piccolo grande mago dei videogames (affiancato in quest'ultimo da Luke Edwards), entrambi realizzati nel 1989. Negli anni novanta e duemila ha preso parte a varie serie televisive.

## Vita privata
Nel 1999 si è laureato alla Stanford University, e il 7 agosto 2004 ha sposato Jennifer Lynn Stone, da cui ha avuto un figlio, Oliver Philip Savage, nato il 5 agosto 2006, e una figlia, Lily Aerin Savage, nata il 3 maggio 2008.

## Filmografia

### Cinema
- Il ragazzo che sapeva volare (The Boy Who Could Fly), regia di Nick Castle (1986)
- La storia fantastica (The Princess Bride), regia di Rob Reiner (1987)
- Dinosaurs!, regia di Ray Cioni – cortometraggio (1987)
- Vice Versa - Due vite scambiate (Vice Versa), regia di Brian Gilbert (1988)
- Piccoli mostri (Little Monsters), regia di Richard Greenberg (1989)
- Il piccolo grande mago dei videogames (The Wizard), regia di Todd Holland (1989)
- A Guy Walks Into a Bar, regia di Fenton Lawless – cortometraggio (1997)
- Austin Powers in Goldmember (Austin Powers: Goldmember), regia di Jay Roach (2002)
- Le regole dell'attrazione (The Rules of Attraction), regia di Roger Avary (2002)
- Due candidati per una poltrona (Welcome to Mooseport), regia di Donald Petrie (2004)
- The Last Run, regia di Jonathan Segal (2004)
- C'era una volta Deadpool (Once Upon a Deadpool), regia di David Leitch (2018)
- Super Troopers 2, regia di Jay Chandrasekhar (2018) - cameo

### Televisione
- Morningstar/Eveningstar – serie TV, 7 episodi (1986)
- Ai confini della realtà (The Twilight Zone) – serie TV, episodio 2x3 (1986)
- Crime Story – serie TV, episodio 1x12 (1986)
- Colpevole: storia di una madre (Convicted: A Mother's Story), regia di Richard T. Heffron – film TV (1987)
- Run Till You Fall, regia di Mike Farrell – film TV (1988)
- ABC Weekend Specials – serie TV , episodi 12x2-12x3 (1988)
- Prima del tramonto (When You Remember Me), regia di Harry Winer – film TV (1990)
- Christmas on Division Street, regia di George Kaczender – film TV (1991)
- Blue Jeans (The Wonder Years) – serie TV, 115 episodi (1988-1993)
- L'amore acerbo (No One Would Tell), regia di Noel Nosseck – film TV (1996)
- How Do You Spell God?, regia di Ellen Goosenberg Kent – film TV (1996)
- Oltre i limiti (The Outer Limits) – serie TV, episodio 3x4 (1997)
- Crescere, che fatica! (Boy Meets World) – serie TV, episodio 6x7 (1998)
- Working – serie TV, 39 episodi (1997 - 1999)
- Area 52, regia di Adam Turner – film TV (2001)
- State of Grace – serie TV, episodio 2x25 (2002)
- Law & Order - Unità vittime speciali (Law & Order: Special Victims Unit) – serie TV, episodio 4x22 (2003)
- Crumbs – serie TV, 9 episodi (2006)
- The Grinder – serie TV, 22 episodi (2015-2016)
- Compagni di università (Friends from College) – serie TV, 16 episodi (2017-2019)

### Doppiatore
- Kim Possible – serie animata, 2 episodi (2004-2007) – voce

## Riconoscimenti
L'attore nel corso della sua carriera ha conseguito diversi Emmy e Golden Globe; complessivamente dall'inizio al 2008 Savage ha ottenuto 8 vittorie e 7 candidature.

## Doppiatori italiani
Nelle versioni in italiano delle opere in cui ha recitato, Fred Savage è stato doppiato da:
- Ilaria Stagni ne Il ragazzo che sapeva volare, La storia fantastica, Vice Versa - Due vite scambiate
- Laura Lenghi in Blue Jeans (st. 1-3)
- Corrado Conforti in Blue Jeans (st. 4-6)
- Paolo Vivio in Piccoli Mostri
- Simone Crisari ne Il piccolo grande mago dei videogames
- Alessio Cigliano in Law & Order - Unità vittime speciali
- Fabrizio Manfredi in Due candidati per una poltrona
- Alessandro Quarta in C'era una volta Deadpool
- Stefano Sperduti in Super Troopers 2
- Gianfranco Miranda in The Grinder
- Davide Lepore in Compagni di università
- Manuel Meli ne Il piccolo grande mago dei videogames (ridoppiaggio)